# Organ Thieves

Organ Thieves — хард-рок группа, образованная в середине 2008 года участником группы Sum 41 Дэйвом Бэкшом.

## Музыкальный стиль
Музыкальный стиль группы является уникальным, и, хотя музыка в основном хардроковая с примесями регги, группа называет свой жанр экспериментальный рок. Также на группу влияет регги, блюз, ритм-энд-блюз, фолк, рок-н-ролл, панк, хэви-метал. Также на группу влияют следующие группы: The Clash, Nirvana и Blind Melon, а также Pixies.

## История
В середине 2008 года Дейв присоединяется к новой группе The Organ Thieves. Здесь он является гитаристом и бэк вокалистом. На данный момент у группы есть записанный демо материал, с которым они успешно выступают в Торонто и других близлежащих городах. В скором времени «Органы» собираются выпустить альбом, который сейчас продюсируется Грегом Нори (ex Treble Charger). Грег работал с Дейвом еще во времена Sum 41 (1998—2006) Название альбома уже известно — «Somwhere Between Freemen And Slaves»

### Начало карьеры и альбом «Somwhere Between Freemen And Slaves»
Альбом был записан в начале 2010 года. Бэкш заявил, что альбом полностью написан. Тогда же появляется официальный Твиттер группы. Альбом был подготовлен бывшим продюсером Sum 41, Грейгом Нори. Бэкш заявил что будет рад работать с ним. В последний раз это было в 2004 году, когда Бэкш был еще в Sum 41 и записал альбом Chuck. Нори также работал с другими членами Organ Thieves.
2 октября 2010 года группа наконец вошла в студию, чтобы начать запись и записала большую часть альбома в течение 5 дней. Запись проходила между 2-7 октября 2010 года. Дополнительная запись продолжается до 2011 года. 21 ноября 2011 года, Дэйв Бэкш объявил через фан-сайт, что группа подписала контракт с MapleMusic Recordings в Канаде.
30 января 2012 года группа объявила, что альбом "Somewhere Between Free Men and Slaves", будет выпущен 24 апреля 2012 года, на лейбле "MapleMusic Recordings",при поддержке недавно воссоединившихся Treble Charger. Шоу будет происходить 21 марта в штатах Торонто и Онтарио. А 3 апреля 2012 года, группа выпустила сингл "Phoebe" с их дебютного альбома через Itunes.

## Состав

### Текущий состав
- Чак Колс — вокал, гитара.
- Дэйв Бэкш — бэк-вокал, соло-гитара.
- Майк Смит — бас-гитара.
- Мэтт Воробис — ударные.

### Бывшие участники
- Джонни Оуэнс — ударные, перкуссия.
- Бен Дэвис — вокал, гитара, мандолина.